# Kurzschnabeligel
Der Kurzschnabeligel, auch Kurzschnabel-Ameisenigel (Tachyglossus aculeatus) ist eine eierlegende Säugetierart aus der Ordnung der Kloakentiere und der Familie der Ameisenigel (Tachyglossidae). Er bewohnt weite Teile Australiens, auch Tasmanien, und das südöstliche Neuguinea.

## Beschreibung

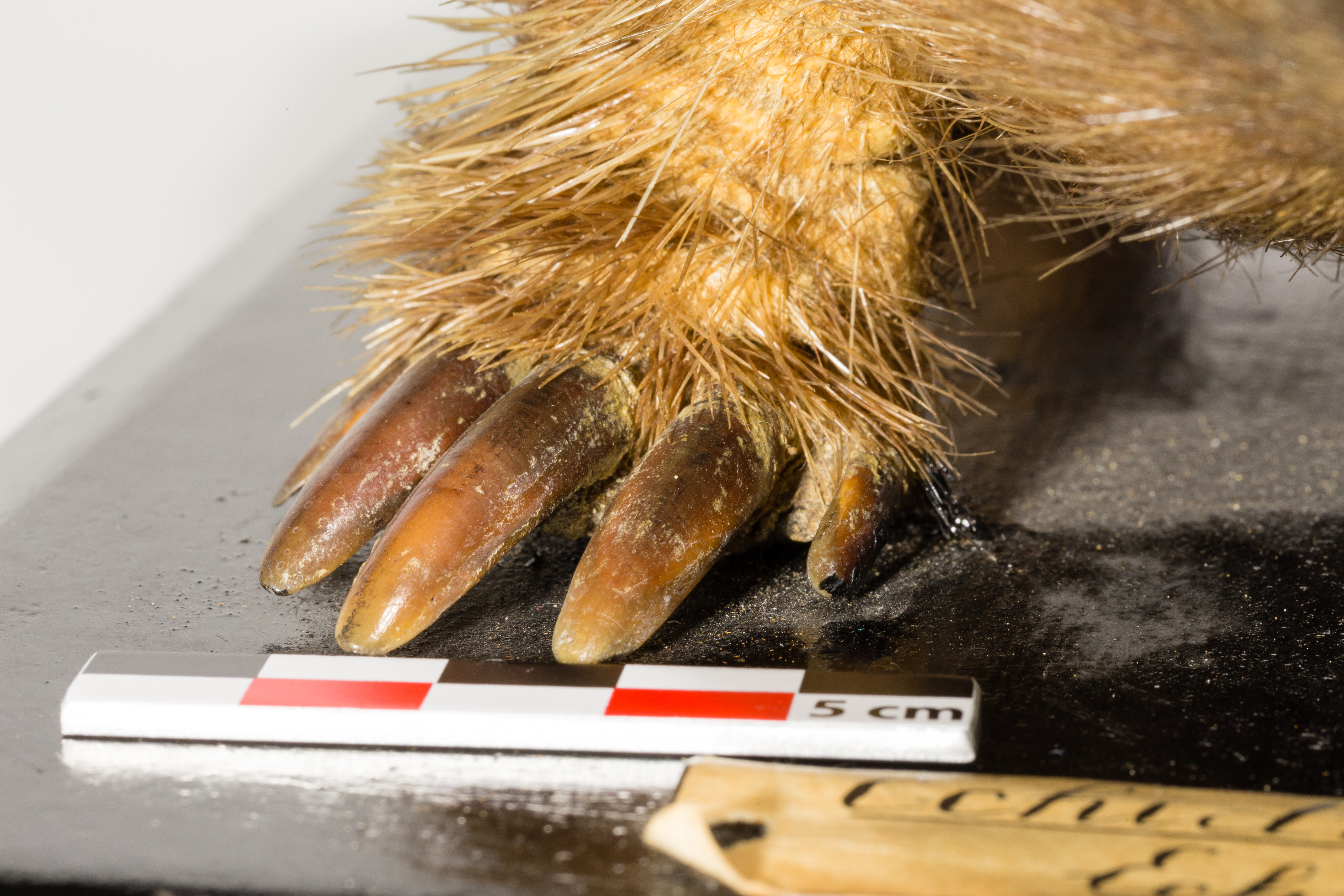
Rechte Vorderpfote mit den charakteristischen fünf Grabkrallen

Kurzschnabeligel erreichen eine Kopfrumpflänge von 35 bis 53 Zentimeter und ein Gewicht von 2,5 bis 7 Kilogramm. Auffallendste Merkmale sind die gelben oder gelb-schwarzen Stacheln am Rücken und an den Flanken, die an die – nicht verwandten – Igel erinnern, sowie die lange, röhrenförmige Schnauze. Das übrige Fell ist bräunlich gefärbt und kann teilweise die Stacheln bedecken. Von anderen Ameisenigeln ist er leicht durch die Anzahl der Grabkrallen an den Pfoten zu unterscheiden, der Kurzschnabeligel besitzt fünf Krallen.

## Verhalten

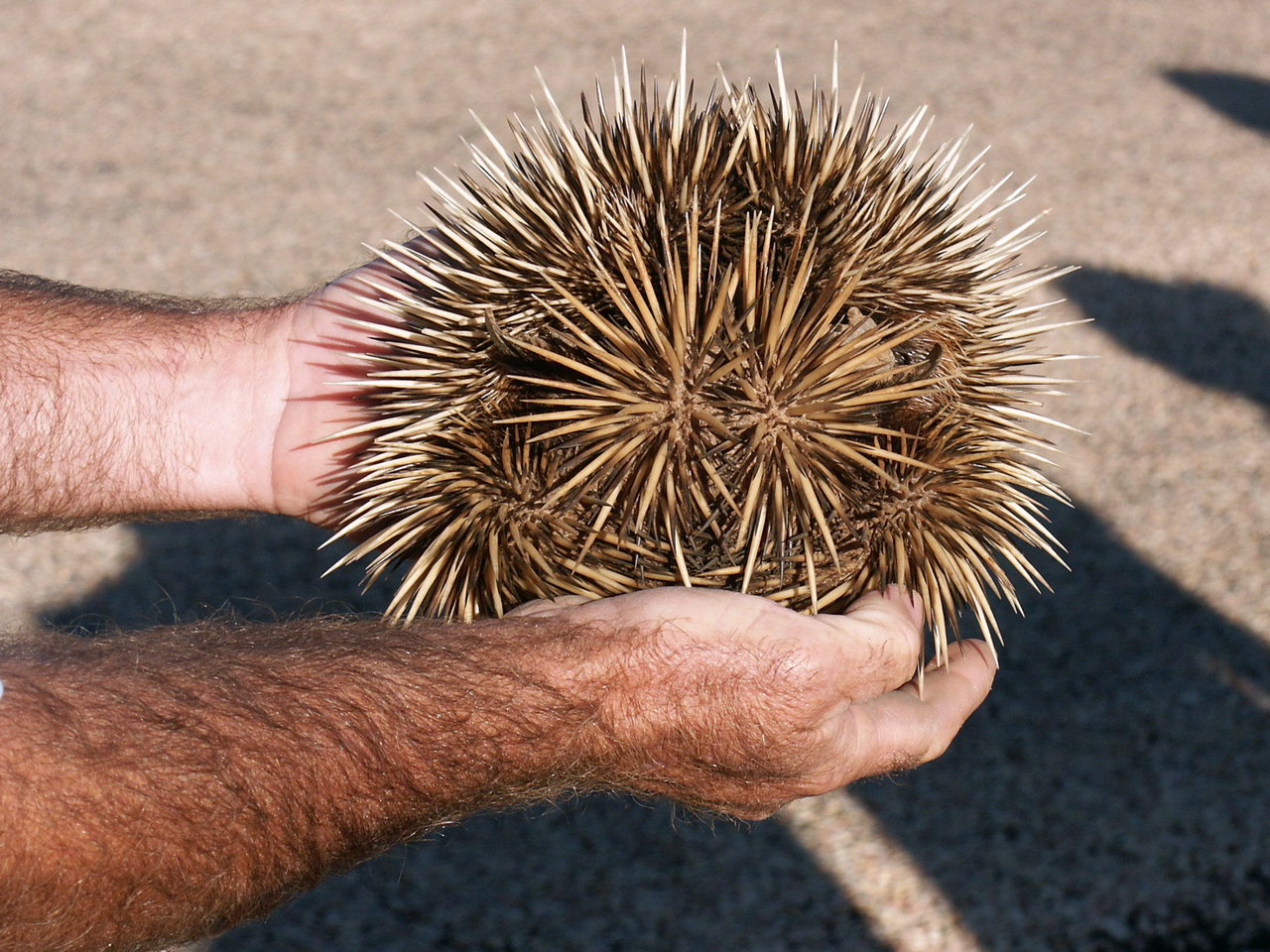
Zusammengerollter Kurzschnabeligel

Diese Tiere bewohnen eine Vielzahl von Lebensräumen und sind vorwiegend dämmerungsaktiv, außerhalb der Paarungszeit sind sie Einzelgänger. Ihre Nahrung besteht fast ausschließlich aus Ameisen und Termiten, die sie mit ihrer langen, klebrigen Zunge aufnehmen und mit Hornplatten an der Zunge und am Gaumen zerkleinern – sie sind nämlich zahnlos.
Nach einem komplizierten Vorspiel kommt es im Juli oder August zur Paarung. Rund drei bis vier Wochen danach legt das Weibchen ein, selten zwei oder drei Eier, das in einem eigens dafür angelegten Beutel am Bauch weitere zehn Tage bebrütet wird. Nach dem Schlüpfen hält sich das Jungtier noch rund acht Wochen im Beutel der Mutter auf. Sobald seine Stacheln wachsen – im Alter von rund acht Wochen – verlässt es diesen und wird an einem sicheren Ort versteckt und regelmäßig gesäugt, bis es rund sieben Monate alt ist.
In menschlicher Obhut können Kurzschnabeligel 50 Jahre alt werden.

Verbreitungsgebiet des Kurzschnabeligels

Kurzschnabeligel zählen zu den weitestverbreiteten einheimischen australischen Säugetieren, da sie anspruchslos in Bezug auf ihren Lebensraum sind und mit ihren Stacheln einen guten Schutz gegen Fressfeinde besitzen.
Es werden insgesamt sechs Unterarten unterschieden:
- Südostaustralischer Kurzschnabeligel (T. a. aculeatus) im Südosten Australiens (Küstenregionen, Berghänge des südlichen Queensland, New South Wales, Victoria und South Australia)
- Nordwestaustralischer Kurzschnabeligel (T. a. acanthion) im Nordwesten Australiens (Northern Territory und Western Australia)
- Südwestaustralischer Kurzschnabeligel (T. a. ineptus)[Anm 1] im Südwesten Australiens (Shire of Yilgarn)
- Känguru-Insel-Kurzschnabeligel (T. a. multiaculeatus) auf der Känguru-Insel
- Neuguinea-Kurzschnabeligel (T. a. lawesii) auf Neuguinea und größere Inseln von Papua-Neuguinea
- Tasmanien-Kurzschnabeligel (T. a. setosus)[Anm 2] auf Tasmanien und einige Inseln in der Bass-Straße

Die Unterart auf Tasmanien wird manchmal als eigene Art betrachtet.
Für detaillierte Informationen siehe Ameisenigel.

## Systematik
Im Jahr 1797 wollte Georges Cuvier der Gattung den wissenschaftlichen Namen Echidna geben. Es stellte sich heraus, dass Johann Reinhold Forster den Namen zuvor für eine Gattung von Muränen vergeben hatte. Die Bezeichnung Echidna wurde daraufhin zu einem Trivialnamen für die gesamte Familie.